# Per Artem Ad Deum
Die Medaille Per Artem Ad Deum (lateinisch für „durch Kunst zu Gott“) wird jährlich vom Päpstlichen Rat für die Kultur, dessen Präsident Gianfranco Kardinal Ravasi ist, an ausgewählte Personen verliehen, die dauerhaft und wesentlich zur Entwicklung des Dialogs zwischen verschiedenen Kulturen der modernen Welt beigetragen haben und dadurch den Menschen in seiner Einzigartigkeit als Individuum fördern.
Die Medaille wird durch einen Ehrenausschuss verliehen.

## Preisträger
Die Medaille „Per Artem Ad Deum“ wurde bisher an folgende Personen verliehen:
- 2005 – Tomasz Furdyna
- 2006 – Dobrosław Bagiński
- 2007 – Stanisław Słonina
- 2008 – Leszek Mądzik
- 2009 – Wojciech Kilar
- 2010 – Krzysztof Zanussi
- 2011 – Stanisław Niemczyk
- 2012 – Ennio Morricone und postum Stefan Stuligrosz
- 2013 – Stanisław Rodziński
- 2014 – Mario Botta, Adam Bujak
- 2015 – Krzysztof Penderecki, Wincenty Kućma, Herder Verlag
- 2016 – Antonina Krzysztoń, Arvo Pärt, Arnaldo Pomodoro
- 2017 – Tomáš Halík, Claudia Henzler[3][4] und Michał Heller
- 2018 – Alexander Sokurow, Jan Andrzej Kłoczowski
- 2019 – Marcin Bornus-Szczyciński, Tadeusz Boruta und Alexander Kornoukhov
- 2020 – Paweł Łukaszewski, Jerzy Jan Skąpski und Leszek Sosnowski
- 2021 – Ernest Bryll
- 2022 – Giuseppe Tornatore
- 2023 – Anselm Grün

## Ehrenausschuss zur Verleihung der Medaille
Die Mitglieder des Ehrenausschusses zur Verleihung der Medaille sind: S.E. Bischof Marian Florczyk – Präsident des Ausschusses, Andrzej Mochoń, Konrad Kucza-Kuczynski und frühere Preisträger: Tomasz Furdyna, Dobrosław Bagiński, Stanisław Słonina, Leszek Mądzik, Krzysztof Zanussi, Stanisław Niemczyk, Stanisław Rodziński, Adam Bujak, Wincenty Kućma, Manuel Herder und Krzysztof Penderecki.

## Verleihung der Ehrenmedaille
Die hochrangige Kunstauszeichnung wird in Form einer Medaille seit 2005 jährlich im Rahmen einer feierlichen Gala verliehen. Ort der Verleihung ist die SacroExpo in Kielce, Polen. Die Laureaten werden aus den unterschiedlichen Sparten der Kunst (wie Bildende Kunst, Musik, Literatur, Fotografie, Darstellende Kunst) erwählt. Sie bekommen die „Per Artem Ad Deum“- Medaille von den Vertretern des Ehrenausschusses überreicht.